# Los Álamos (Río Negro)
Los Álamos es una localidad argentina de tipo paraje que se encuentra dentro del extenso ejido municipal de San Antonio Oeste, en el departamento San Antonio de la provincia de Río Negro. Se encuentra ubicada a orillas de la bahía San Antonio dentro del golfo San Matías y a 5 kilómetros de distancia de Las Grutas.
Por su distancia del centro poblacional de San Antonio Oeste, se la considera una localidad perteneciente a este municipio sin ser propiamente un barrio. Esto es reconocido por organismos nacionales y está expresamente escrito en la carta orgánica del municipio sanantoniensel.

## Toponimia
Su primera denominación fue Centro Minero Los Álamos pensado como un lugar verde para la residencia de personal de la geología y otras actividades afines. Una vez cerrado el centro fue común referirse al lugar como ex centro minero o simplemente Los Álamos.
Actualmente, la expansión urbana grátense acercó a ambas localidades y es común decirle a Los Álamos Acceso Norte de entrada a Las Grutas.

## Ubicación
Se halla ubicada a la vera de la ruta provincial Nº. 2 originalmente a 5 kilómetros al norte del Balneario Las Grutas.  
El paraje tiene limitada su expiación urbana y demográfica por estar enmarcada su localización dentro del área protegida bahía San Antonio.Esto limita las construcciones particulares y la circulación vehicular por la playa homónima para proteger su fauna, flora y médanos. Esto lleva a que vehículos particulares y visitantes vean limitado su intervención sobre el área costera para preservación especies emblemas como el playero rojizo. Estas limitaciones legales generan conflictos legales con quienes quieren perturbar la integridad de la playa Los Álamos.

## Historia
La localidad quedó formalmente fijada y ligada a San Antonio Oeste desde el establecimiento en la carta orgánica municipal el 14 de diciembre de 1973. Su fundación inicial consistía de la instalación de una serie de construcciones utilizadas originalmente por la Dirección General de Minería, bajo la denominación de Centro Minero y Aguas Subterráneas Los Álamos. Sin embargo, en los años 1990 estas dependencias fueron trasladadas a la cabecera municipal quedando la localidad desprovista de su función original: servir de residencia, lugar de trabajo y centro de estudios para geólogos y técnicos. Sin explicación alguna el estado provincial descuidó totalmente todo el predio que estaba totalmente equipado.
Luego de este abandono el estado provincial intenta vender sus instalaciones en el amplio predio, que incluían diversas construcciones, a particulares en reiteradas ocasiones. Sin embargo, los intentos fueron un fracaso y y factores climáticos y depredación de oportunistas llevó a que parte de estas construcciones sean comprometidas tras más de 20 años de abandono. El 22 de agosto de 2002 ante una pérdida total de las instalaciones el  legislador rionegrino Alfredo Omar Lasalle logró que el predio tenga un nuevo destino: la realización de colonias y campamentos de vacaciones destinados a niños de toda la provincia; donde se impartirían encuentros, cursos de formación en diversas disciplinas deportivas y concentraciones de equipos competitivos, entre otras actividades. La ley logró que se cediera una superficie de 24 hectáreas, 62 áreas, 93 centiáreas a la Subsecretaría de Deportes y Recreación, del Ministerio de Salud y Desarrollo Social para este nuevo fin.No obstante, la recuperación del predio y sus instalaciones no fue total y permitió que  mayo de 2008 la toma de 12 viviendas ociosas dentro de la localidad usurpadas por 70 personas ligadas a la construcción particular.La ocupación ilegal pudo concretarse ya que los albañiles robaron suministro eléctrico y recuperaron materiales de los escombros y aprovecharon las estructuras originales. Esto permitió reconstruir las viviendas y en varios casos dividirlas para albergar más gente. La toma persistió sin alteración con un informe para 2014.
En 2012 para reforzar la presencia de seguridad y control sobre el acceso norte a las Grutas se instalaron 2 puestos permanentes de control en frente del acceso del ex complejo minero para la policía caminera. El paraje fue mencionado como parte de Las Grutas por su evidente cercanía.
En 2023 la localidad volvió a ser noticia por la entrega de 21 hectáreas sin costo a particulares como favores políticos. Las tierras tiene alto valor en medio de la expansión urbana de la villa balnearia hacia al norte que movió su acceso y población hacia cercanías de Los Álamos.